# Bivacco Tête des Roéses
Il bivacco Tête des Roéses (pron. fr. AFI: [tɛt de ʁɔez]), conosciuto anche come bivacco Accademici Valdostani, è un bivacco costruito a 3.160 m s.l.m. sul versante ovest-sudovest dell'omonima vetta. È situato nell'alta Valpelline, in Valle d'Aosta.

## Toponimo
Si tratta di un toponimo misto, nel senso che le due prime parole sono in francese e significano "testa dei" (toponimo diffuso in area francofona per indicare una cima), mentre l'ultima parola è in patois valdostano e indica un ghiacciaio (al plurale), come nella stessa etimologia del Monte Rosa.

## Storia
Il bivacco è stato inaugurato nel 1925 e poi sostituito nel 1994 con una costruzione più grande e confortevole. È dedicato agli accademici valdostani.

## Caratteristiche e informazioni
Il bivacco è di proprietà del Club Alpino Italiano, sezione di Torino, e dispone di 12 posti letto. È sempre aperto e non è custodito.

## Accesso
Il bivacco è raggiungibile dalla diga di Place-Moulin in circa 5 h e mezza; se la prima parte del percorso è molto facile e di livello escursionistico, l'ultima comporta il superamento di alcune fasce rocciose con passaggi di I e II grado.

## Ascensioni
La Tête des Roéses si trova a ridosso del ghiacciaio des Grandes Murailles ed il bivacco costituisce quindi un utile punto di accesso alle vette che si affacciano su di esso quali la catena delle Grandes Murailles e la Dent d'Hérens.

## Traversate
- Bivacco Umberto Balestreri (6h circa)
- Rifugio Giovanni Bobba - traversata alpinistica di circa 5h
- Schönbielhütte - percorso su ghiacciaio di circa 7h